# Transpressione

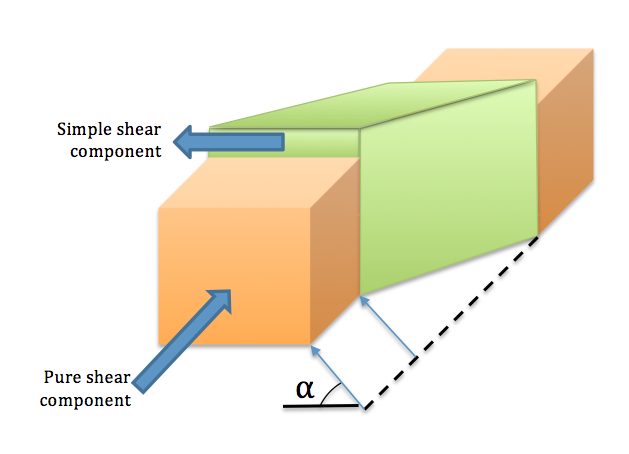
Modello semplice per la "transpressione": zona a scorrimento orizzontale con un accorciamento aggiuntivo e simultaneo lungo la zona. Esso induce anche un sollevamento verticale.

La transpressione in geologia è un tipo di deformazione da scorrimento che si discosta da un semplice taglio a causa di una componente simultanea di compressione perpendicolare al piano di faglia. Questo movimento causa alla fine un taglio obliquo. In generale è molto improbabile che un corpo che si deforma subisca una compressione "pura" o uno "scorrimento orizzontale" puro. Le quantità relative di compressione e di scivolamento possono essere espresse dall'angolo di convergenza alfa che va da zero (scorrimento orizzontale ideale) a 90 gradi (convergenza ideale).
Durante la compressione, a meno che non si perda materiale, la transpressione produce un ispessimento verticale nella crosta. La transpressione che si verifica su scala regionale lungo i bordi delle placche è caratterizzata dalla convergenza obliqua. Più localmente, la transpressione si verifica all'interno di piegature di contenimento in zone di faglie a scorrimento orizzontale.

## Strutture transpressive
Le zone di taglio transpressive sono caratterizzate da un'associazione di strutture che suggerisce una compressione normale alla zona e un taglio parallelo alla zona. Le caratteristiche comunemente sviluppate comprendono foliazioni di trasposizione, lineazioni, stiloliti, clivaggi e faglie inverse. La transpressione pura dominata da taglio di solito dà lineazioni ripide, mentre la semplice transpressione dominata dal taglio favorisce le lineazioni orizzontali. È anche comune per le zone di compressione non verticali avere una componente significativa di taglio parallela alla discesa del confine della zona. In queste zone, le linee sono tra orizzontali e verticali. La geometria completa presentata da tutti gli elementi strutturali nella zona viene utilizzata per limitare gli spostamenti dei limiti effettivi.

## Curve trattenenti

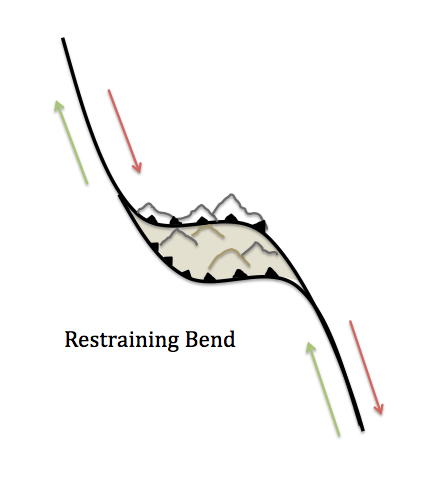
Un duplex contrazionale che si è sviluppato presso la piega/scavalcamento lungo una faglia a scorrimento orizzontale

Una piega di faglia, o piega di scavalcamento, si verifica quando i singoli segmenti della faglia si sovrappongono e si collegano tra loro. Il tipo di strutture che si formano lungo la faglia a scorrimento orizzontale dipendono dal senso di slittamento rispetto al senso dello scavalcamento. Quando una faglia sinistra scavalca a destra o una faglia destra scavalca a sinistra, si forma una curva restringente. Queste sono aree di rilievo positivo (sollevamento topografico), compressione della crosta e esumazione del substrato cristallino. Come osservato in esposizioni affioranti fortemente erose o da indagini geofisiche subsuperficiali, le pieghe restrittive definiscono comunemente strutture a fiori positive. Nella figura con vista in pianta le vediamo formare duplex a scorrimento orizzontale contrazionali, faglie inverse o contrazionali a scorrimento obliquo che sono delimitate da due segmenti a scorrimento orizzontale. Curve trattenenti sono diffuse sulla superficie terrestre, da esempi a scala sub-affiorante sino a catene montuose su larga scala. La loro esistenza è stata teorizzata su corpi extraterrestri, come Europa (una luna ghiacciata di Giove) e Venere.

## Regioni transpressive

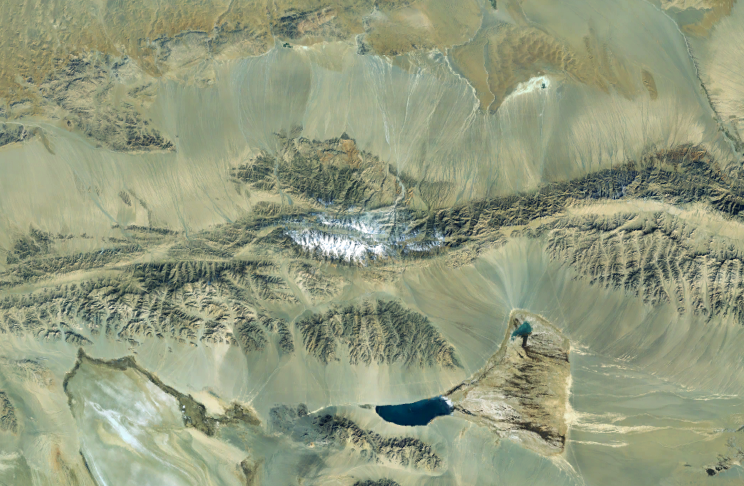
La catena dell'Altun Shan (alta 5830 m) formata presso una curva trattenente sulla faglia sinistrale dell'Altyn-Tagh

- Monti Altai (Mongolia occidentale e Siberia meridionale, Russia);[4]
- Zona di subduzione delle Aleutine occidentali;[5]
- Gobi Altai (Mongolia);[6]
- "Big Bend" della zona della faglia di Sant'Andrea, (California, USA);[7]
- Faglia alpina in Nuova Zelanda;[8]
- Plutone di Galeh-Doz (zona di Sanandaj-Sirjan, Iran);[9]